# Музей современного искусства в замке Риволи
Музей современного искусства в замке Риволи (итал. Museo d'arte contemporanea del castello di Rivoli) — художественный музей в итальянской коммуне Риволи города Турин (область Пьемонт), основанный в декабре 1984 года; постоянная коллекции, создававшаяся начиная с 1990-х годов, содержит произведения концептуального искусства и минимализма; проводит временные выставки работ, созданных современными авторами.

## История и описание
Ядро коллекции Музей современного искусства в замке Риволи было создано благодаря многочисленным пожертвованиям художников, общественных организаций и частных коллекционеров. Первым художником, который подарил музею своё произведение, стал американский художник Сол Левитт, который в 1991 году создал в одном из залов замка свою масштабную инсталляцию — она все ещё находится на первом этаже.
Свой финансовый вклад внёс и банк «Cassa di Risparmio di Torino» (CRT). В 1991 году был официально создан фонд «Fondazione CRT», который в 2001 году стал основателем проекта «Progetto Arte Moderna e Contemporanea — CRT», благодаря которому значительные средства были выделены на приобретение произведений современного и актуального искусство (часть из них разместилась в туринской Галерее современного искусства, GAM). Работы Arte Povera и итальянского Трансавангарда составили значительную часть собрания.
С 2001 года галерея и музей работают совместно, дополняя экспозиции друг друга: в то время как GAM специализируется на работах 1950-х и 60-х годов, в музее в замке Риволи выставляются работы, начиная с конца 60-х. Сам музей выделяет в своём собрании две работы Маурицио Каттелана, созданные в 1997 году. Кроме того в собрании представлены произведения Эмилио Ведова, Джулио Паолини, Томаса Хиршхорна, Денниса Оппенхайма, Хельмута Ньютона, Сэди Беннинга и Стэна Вандербика.